# Episodi di Alice (prima stagione)
La prima stagione della serie televisiva Alice è stata trasmessa negli Stati Uniti dal 31 agosto 1976 al 26 marzo 1977, posizionandosi al 30º posto nei rating Nielsen di fine anno con il 20% di penetrazione e con una media superiore ai 14 milioni di spettatori.
| nº | Titolo originale          | Titolo italiano | Prima TV USA      | Prima TV Italia |
| -- | ------------------------- | --------------- | ----------------- | --------------- |
| 1  | Pilot                     |                 | 31 agosto 1976    |                 |
| 2  | Alice Gets a Pass         |                 | 29 settembre 1976 |                 |
| 3  | A Piece of the Rock       |                 | 6 ottobre 1976    |                 |
| 4  | Pay the Fifty Dollars     |                 | 13 ottobre 1976   |                 |
| 5  | A Call to Arms            |                 | 20 ottobre 1976   |                 |
| 6  | The Last Review           |                 | 27 ottobre 1976   |                 |
| 7  | Sex Education             |                 | 6 novembre 1976   |                 |
| 8  | Big Daddy Dawson's Coming |                 | 13 novembre 1976  |                 |
| 9  | Good Night, Sweet Vera    |                 | 20 novembre 1976  |                 |
| 10 | The Dilemma               |                 | 27 novembre 1976  |                 |
| 11 | Who Killed Bugs Bunny?    |                 | 4 dicembre 1976   |                 |
| 12 | Mother-in-Law: Part 1     |                 | 11 dicembre 1976  |                 |
| 13 | Mother-in-Law: Part 2     |                 | 18 dicembre 1976  |                 |
| 14 | Vera's Mortician          |                 | 25 dicembre 1976  |                 |
| 15 | Mel's in Love             |                 | 15 gennaio 1977   |                 |
| 16 | The Accident              |                 | 22 gennaio 1977   |                 |
| 17 | The Failure               |                 | 29 gennaio 1977   |                 |
| 18 | The Hex                   |                 | 5 febbraio 1977   |                 |
| 19 | The Pain of No Return     |                 | 12 febbraio 1977  |                 |
| 20 | The Odd Couple            |                 | 26 febbraio 1977  |                 |
| 21 | A Night to Remember       |                 | 5 marzo 1977      |                 |
| 22 | Mel's Cup                 |                 | 12 marzo 1977     |                 |
| 23 | The Bundle                |                 | 19 marzo 1977     |                 |
| 24 | Mel's Happy Burger        |                 | 26 marzo 1977     |                 |